# Elecciones presidenciales en Colombia
La elecciones presidenciales son en Colombia las elecciones en las cuales los colombianos eligen de forma directa al presidente y vicepresidente de la República mediante el voto popular.

## Proceso Electoral
Para ser Presidente de la República se requiere ser colombiano por nacimiento, ciudadano en ejercicio y mayor de 30 años. No podrá ser elegido Presidente de la República o Vicepresidente quien hubiera incurrido en alguna de las causales de inhabilidad ni el ciudadano que un año antes de la elección haya ejercido cargos públicos.

## Historia
Durante la vigencia de las constituciones de 1832 y 1843 (elecciones de 1833 a 1853) el presidente de la República de Nueva Granada fue elegido por un Colegio Electoral, conformado por ciudadanos elegidos por voto popular en cada circunscripción.
Con las constituciones de 1853 y 1858 el presidente de la Nueva Granada (1857) y el de la Confederación Granadina (1861, esta elección no se validó) fueron elegidos por votación universal. Tras la sanción de la constitución de 1863 el presidente de los Estados Unidos de Colombia (elecciones entre 1864 y 1886) fue elegido con un sistema por el cual cada estado tenía un voto, siendo nueve los votos válidos en total.
Con la constitución de 1886 se regresó a la elección  del Presidente de la República de Colombia (1892 a 1904) por el sistema del colegio electoral mencionado anteriormente.
En 1910 la Asamblea Constituyente que reformó la constitución escogió Presidente; y consagró que desde 1914 las elecciones fueran nuevamente por votación universal.
Entre 1910 y 1990, las elecciones presidenciales sólo eligieron presidente, ya que la reforma constitucional de 1910 eliminó la figura del vicepresidente.
A partir de la constitución de 1991, se reinstituyó la elección de vicepresidente en tiquete con el presidente y se instauró el sistema de segunda vuelta electoral si ningún candidato alcanzaba la mayoría absoluta de los votos válidos.

## Sufragio
El Presidente de la República será elegido para un período de cuatro años, por la mitad más uno de los votos que, de manera secreta y directa, depositen los ciudadanos en la fecha y con las formalidades que determine la ley. La Organización Electoral suministra igualitariamente a los votantes instrumentos en los cuales deben aparecer identificados con claridad y en iguales condiciones los movimientos y partidos políticos con personería jurídica y los candidatos, esto es la cédula de ciudadanía.

## Segunda Vuelta Presidencial
Si ningún candidato obtiene mayoría absoluta, se celebrará una nueva votación que tendrá lugar tres semanas más tarde, en la que sólo participarán los dos candidatos que hubieren obtenido las más altos votos. Será declarado Presidente quien obtenga el mayor número de votos. En caso de muerte, asesinato o incapacidad física permanente de alguno de los dos candidatos con mayoría de votos, su partido o movimiento político podrá inscribir un nuevo candidato para la segunda vuelta. Si no lo hace o si la falta obedece a otra causa, lo reemplazará quien hubiese obtenido la tercera votación; y así en forma sucesiva y en orden descendente. Si la falta se produjese con antelación menor a dos semanas de la segunda vuelta, esta se aplazará por quince días.

## Elecciones presidenciales
| Tipo de sufragio            | Constitución                               | Fechas                                                                                          |
| --------------------------- | ------------------------------------------ | ----------------------------------------------------------------------------------------------- |
| voto censitario y masculino | Constitución Estado de la Nueva Granada    | 1833 • 1837 • 1841                                                                              |
| voto censitario y masculino | Constitución República de la Nueva Granada | 1845 • 1849 • 1853 • 1857                                                                       |
| voto censitario y masculino | Constitución Confederación Granadina       | 1861                                                                                            |
| voto censitario y masculino | Constitución Estados Unidos de Colombia    | 1864 • 1866 • 1868 • 1870 • 1872 • 1874 • 1876 • 1878 • 1880 • 1882 • 1884                      |
| voto censitario y masculino | Constitución República de Colombia 1886    | 1892 • 1898 • 1904 • 1910 • 1914 • 1918 • 1922 • 1926 • 1930 • 1934 • 1938 • 1942 • 1946 • 1949 |
| Voto universal              | Constitución República de Colombia 1886    | 1958 • 1962 • 1966 • 1970 • 1974 • 1978 • 1982 • 1986 • 1990                                    |
| Voto universal              | Constitución República de Colombia 1991    | 1994 • 1998 • 2002 • 2006 • 2010 • 2014 • 2018 • 2022 • 2026                                    |